# 팔레스타인 국민평의회
팔레스타인 국민평의회(영어: Palestinian National Council, PNC, 아랍어: المجلس الوطني الفلسطيني)는 팔레스타인 해방기구의 입법부로, 해방기구의 정책을 결정하며, 국민평의회 회기 사이에 해방기구의 주도권을 얻는 팔레스타인 해방기구 집행위원회를 선출한다.
팔레스타인 국민평의회는 팔레스타인 영토 안팎을 통틀어, 또 정당, 단체, 저항 운동, 인물을 통틀어, 팔레스타인인을 대표하는 의회로서 기능한다. 공식적으로 국민평의회의 회기는 2년에 한 번 개최된다. 결의안은 정족수 3분의 2에, 단순 다수결로 표결하며, 의장 또한 스스로 선출한다.

## 구조
팔레스타인 국민평의회는 팔레스타인 해방기구의 입법 기관의 역할을 한다. 국민평의회 의원 중에는 입법회 의원도 겸직하는 경우가 다수 있지만, 국민평의회는 팔레스타인 자치 정부의 소속이 아니다. 국민평의회 헌장에 따르면, 국민평의회는 연에 1회 이상 회의를 가져야 하며, 필요에 따라 특별 회기를 열 수도 있다. 국민평의회는 해방기구의 정책을 결정하며, 집행위원회를 선출한다.
국민평의회 의원 후보는 해방기구 집행위원회 임원, 국민평의회 의장, 팔레스타인 해방군 총사령관으로 구성된 위원회에서 추천하며, 이론적으로는 국민평의회 기존 의원들의 과반수 투표를 통해 의원직을 얻게 되나, 실질적으로 국민평의회 선거가 개최된 적은 없으며, 의원 대다수는 집행위원회에서 선출하였다.
국민평의회와 집행위원회 사이는 팔레스타인 중앙위원회가 중계하고 있다. 중앙위원회의 대표는 국민평의회 의장이 맡기 때문에, 해방기구 정책 결정 단체로서의 역할이 점점 퇴색되었으며, 2018년에는 집행위원회 선출권을 포함한 모든 입법권이 국민평의회에서 중앙위원회로 이전되었다.
하마스와 팔레스타인 이슬람 지하드는 해방기구 소속이 아니지만, 참관 자격으로 국민평의회에 여러 번 초대받았으며, 이 중 대부분은 거부하였다.
2012년 기준, 팔레스타인 국민평의회의 사무소는 암만에 있으며, 라말라에 출장소가 있다.

## 역사
팔레스타인 국민평의회 최초의 회의는, 1964년 5월 예루살렘에서 열렸으며, 요르단, 서안 지구, 가자 지구, 시리아, 레바논, 쿠웨이트, 이라크, 이집트, 카타르, 리비아, 알제리에 거주하는 팔레스타인 공동체 대표 422명이 참석하였다. 회의에서는 팔레스타인 국가 헌장을 채택하고, 팔레스타인 해방기구를 팔레스타인인을 정치적으로 대변하는 기구로써 설립하였으며, 아흐마드 슈케이리를 첫 집행위원회 대표로 선출하였다.
이후의 회의는 카이로(1965), 가자(1966), 카이로(1968~1977), 다마스쿠스(1979~1981), 알제(1983), 암만(1984), 알제(1988), 가자(1996~1998), 라말라(2009)에서 열렸다.
1969년 2월 카이로에서의 회의에서, 야세르 아라파트가 팔레스타인 해방기구의 대표로 선출되었으며, 2004년 사망할 때까지 대표직을 유지하였다.
1988년 11월 알제에서의 회의에서, 팔레스타인 국민평의회는 팔레스타인 독립 선언서를 찬성 253, 반대 46, 기권 10으로 통과시켰다.
1993년 오슬로 협정 체결 이후, 1996년 4월 가자에서 열린 회의에서, 팔레스타인 국가 헌장 중 이스라엘의 존재를 부정하는 부분을 무효화하기로 결의하였으나, 공식적으로 헌장 자체의 내용은 변경되지 않았다. 주요 구성원이던 에드워드 사이드는 오슬로 협정이 팔레스타인 난민의 귀환권을 제대로 보장하지 않고, 이를 통해 영구적인 평화가 만들어지지 않을 것이라는 이유를 들어, 팔레스타인 국민평의회를 탈퇴하였다.
1998년 12월, 이스라엘 총리 베냐민 네타냐후가 평화 협상 재개의 조건으로 국민평의회 개최를 요구했기 때문에, 가자에서 회의가 열렸으며, 여기에는 미국 대통령 빌 클린턴도 참석하였다. 회의에서는 이스라엘의 존재를 부정하는 부분을 무효화한다고 다시 확인하였으나, 마찬가지로 헌장 자체는 변경하지 않았다. 클린턴은 회의에서 이스라엘에 대한 불만으로 인해 팔레스타인의 발전이 억압되지 않도록 해야 한다고 호소하였다.
1996년 팔레스타인 국가 헌장을 개정할 때, 국민평의회 의석은 400석에서 800석으로 늘었으며, 2009년에는 700석 가량으로 변경되었다. 2003년을 기준으로 할 때, 국민평의회의 총 의석은 669석으로, 이 중 88석은 팔레스타인 입법회 소속이고, 98석은 서안 지구 및 가자 지구를 대표하며, 483석은 팔레스타인 디아스포라를 대표한다.
1996년 마지막 전체 회의 이후 22년 만에 처음으로, 2018년 4월 30일 라말라에서 의원 700명 가량이 전부 참석한 회의가 개최되어, 최근의 상황을 논의하였으나, 여기에는 하마스, 이슬람 지하드, 해방대중전선 등 많은 정당이 참석하지 않았다. 이 회의에서는 집행위원회 구성원 중 빈 자리를 당시 대통령 마흐무드 압바스의 측근으로 채웠다.

## 같이 보기
- 팔레스타인
- 팔레스타인 독립선언